# Щасливі дні (фільм, 1991)
«Щасливі дні» — радянський дебютний повнометражний фільм 1991 року режисера Олексія Балабанова за мотивами творчості Семюела Бекета — ірландського письменника, одного з основоположників драми абсурду. Сюжет ґрунтується на розповідях 1946 року «First Love», «The Expelled», «The Calmative» і «The End», а назву взято з п'єси «Happy Days» (1960). Картина брала участь у позаконкурсній програмі Каннського кінофестивалю.

## Сюжет
Пустельний, і ніби вимерлий Петербург поза часом і поза епохами — провали вікон старовинних будинків, що облупилися, провали дверей трамваїв без пасажирів, що гуркотять невідомо куди абсолютно безлюдними вулицями. Цими вулицями, повз цих будинків і цих трамваїв, самотньо бреде Він — людина без імені, без пам'яті, без минулого і без друзів. Ті рідкісні люди, з ким перетинається його шлях, називають його по-різному: одні — Сергієм Сергійовичем, інші — Петром, а тендітна білява дівчина, що підсіла до нього одного разу на засніженому цвинтарі, називає його Борею і каже, що чекає від нього дитину. Всі чогось хочуть від нього, він же хоче лише одного — знайти собі кімнату, де він просто зміг би жити. Але і ця мета виявляється недосяжною.

## У ролях
- Віктор Сухоруков —  Він
- Анжеліка Неволіна —  Анна
- Микола Лавров —  Сергій Сергійович
- Євген Меркур'єв —  лікар
- Олексій Оленніков — епізод
- Георгій Тейх —  старий
- Аркадій Шароградський —  начальник пральні
- Річард Богуцький — епізод
- Любов Тищенко — господиня квартири
- Мілена Тонтегоде —  дружина Сергія Сергійовича
- Марина Юрасова — господиня квартири

## Знімальна група
- Режисер — Олексій Балабанов
- Сценарист — Олексій Балабанов
- Оператор — Сергій Астахов